# Asterope ansorgei
Asterope ansorgei är en fjärilsart som beskrevs av Rothschild och Jordan 1903. Asterope ansorgei ingår i släktet Asterope och familjen praktfjärilar. Inga underarter finns listade i Catalogue of Life.